# Neuhaus (Unternehmen)
Neuhaus ist ein belgischer Schokoladenhersteller. Der Stammsitz ist in Brüssel, die Herstellung erfolgt heute in einer Fabrik im nahen Vlezenbeek.

## Produkte
Das Kerngeschäft von Neuhaus sind Pralinen, daneben werden auch Tafelschokoladen, Schokoriegel, Gebäck und kandierte Früchte verkauft.

## Vertrieb

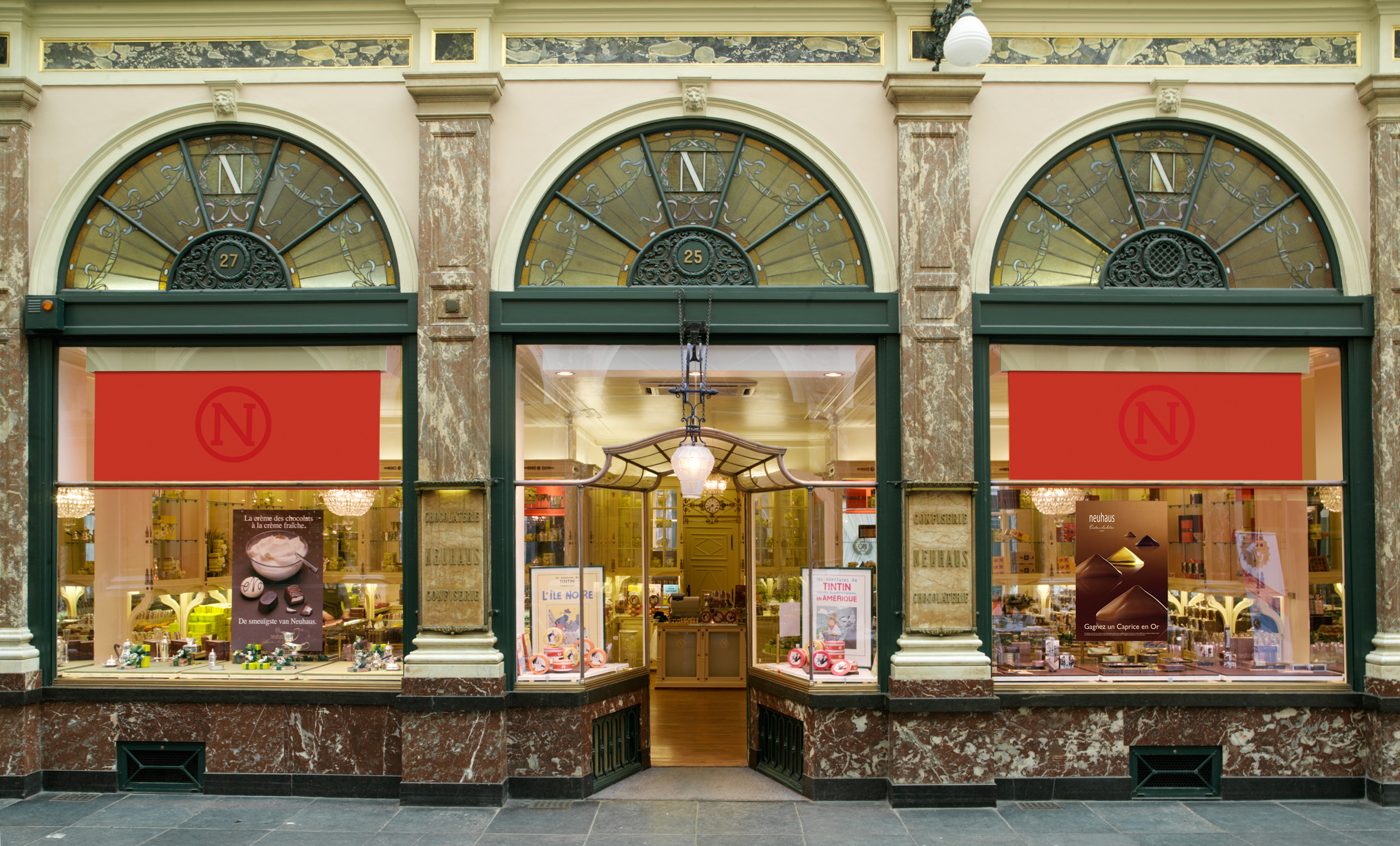
Koninginnegalerij, Brüssel

Die Produkte werden in eigenen Läden sowie in Partnergeschäften wie Kaufhäusern und Schokoladenboutiquen angeboten. Beide Vertriebsformen haben meist sowohl abgepackte Ware als auch lose Pralinen im Sortiment.

## Wirtschaftsdaten
Neuhaus hat knapp 2000 Verkaufsstellen in 50 Ländern und setzt derzeit jährlich etwa 2400 Tonnen Produkte ab. 2005 wurden 609 Mitarbeiter beschäftigt und 71 Millionen Euro umgesetzt.

## Geschichte
1857 gründete der aus der Schweiz stammende Jean Neuhaus in Brüssel eine confiserie pharmaceutique, die Hustenbonbons und andere Gesundheitsartikel, aber auch bereits Schokoladentafeln produzierte. Unter seinem Sohn Frédéric Neuhaus (1846–1912), einem ausgebildeten Konditor, schwenkte das Geschäft nach und nach mehr auf reine Genussprodukte um und wurde 1895 in „Confiserie et Chocolaterie Neuhaus-Perrin“ umbenannt. Nach Frédérics Tod übernahm 1912 der Enkel des Gründers, Jean Neuhaus (1877–1953), das Geschäft. Er führte erstmals Pralinen im heutigen Sinne ein. Die Firmenleitung wurde an seinen Schwiegersohn Adelson de Gavre und dann an dessen Sohn Pierre weitergegeben.
1978 wurde Neuhaus von Jean-Jacques und Claude Poncelet übernommen, Besitzer des Schokoladenherstellers Verhaeren et Mondose. Unter ihnen expandierte das Unternehmen weltweit. 1987 wurde es weiter an die zu ARTAL gehörende Raffinerie Tirlemontoise verkauft. 1989 wurde Mondose in die Neuhaus-Marke integriert. Von 1997 bis 2006 war Neuhaus an der Börse Euronext notiert. Seit 1998 hält die Compagnie du Bois Sauvage den Mehrheitsanteil.